# Schizocyttara turneri
Schizocyttara turneri är en tvåvingeart som beskrevs av Loïc Matile 1974. Schizocyttara turneri ingår i släktet Schizocyttara och familjen platthornsmyggor. Inga underarter finns listade i Catalogue of Life.